# US Super Tour 2019/20
Die US Super Tour 2019/20 war eine von der FIS organisierte Wettkampfserie, die zum Unterbau des Skilanglauf-Weltcups 2019/20 gehörte. Sie begann am 6. Dezember 2019 in Canmore und sollte mit den Kanadischen Meisterschaften im Skilanglauf 2020 am 2. April 2020 im Vernon enden. Aufgrund der Absage der Meisterschaften wegen der COVID-19-Pandemie wurde die Saison vorzeitig beendet. Die Gesamtwertung der Männer gewann Gus Schumacher und bei den Frauen Kaitlynn Miller.

## Männer

### Resultate
| 1. US Super Tour in Canmore, 6. bis 8. Dezember 2019 | 1. US Super Tour in Canmore, 6. bis 8. Dezember 2019 | 1. US Super Tour in Canmore, 6. bis 8. Dezember 2019 | 1. US Super Tour in Canmore, 6. bis 8. Dezember 2019 | 1. US Super Tour in Canmore, 6. bis 8. Dezember 2019 |
| ---------------------------------------------------- | ---------------------------------------------------- | ---------------------------------------------------- | ---------------------------------------------------- | ---------------------------------------------------- |
| Datum                                                | Disziplin                                            | Erster Platz                                         | Zweiter Platz                                        | Dritter Platz                                        |
| 6. Dezember 2019                                     | Sprint Freistil                                      | Jesse Cockney                                        | Peter Holmes                                         | Graham Ritchie                                       |
| 7. Dezember 2019                                     | 10 km klassisch                                      | Zak Ketterson                                        | Antoine Cyr                                          | Benjamin Lustgarten                                  |
| 8. Dezember 2019                                     | 15 km Freistil                                       | Benjamin Lustgarten                                  | Jack Caryle                                          | Hunter Wonders                                       |

| 2. US Super Tour in Sun Valley, 14. und 15. Dezember 2019 | 2. US Super Tour in Sun Valley, 14. und 15. Dezember 2019 | 2. US Super Tour in Sun Valley, 14. und 15. Dezember 2019 | 2. US Super Tour in Sun Valley, 14. und 15. Dezember 2019 | 2. US Super Tour in Sun Valley, 14. und 15. Dezember 2019 |
| --------------------------------------------------------- | --------------------------------------------------------- | --------------------------------------------------------- | --------------------------------------------------------- | --------------------------------------------------------- |
| Datum                                                     | Disziplin                                                 | Erster Platz                                              | Zweiter Platz                                             | Dritter Platz                                             |
| 14. Dezember 2019                                         | Sprint klassisch                                          | Tyler Kornfield                                           | Luke Jager                                                | Peter Holmes                                              |
| 15. Dezember 2019                                         | 15 km Freistil                                            | Ian Torchia                                               | Bernhard Flaschberger                                     | John Steel Hagenbuch                                      |

| 3. US Super Tour und US-amerikanische Meisterschaften in Houghton, 2. bis 7. Januar 2020 | 3. US Super Tour und US-amerikanische Meisterschaften in Houghton, 2. bis 7. Januar 2020 | 3. US Super Tour und US-amerikanische Meisterschaften in Houghton, 2. bis 7. Januar 2020 | 3. US Super Tour und US-amerikanische Meisterschaften in Houghton, 2. bis 7. Januar 2020 | 3. US Super Tour und US-amerikanische Meisterschaften in Houghton, 2. bis 7. Januar 2020 |
| ---------------------------------------------------------------------------------------- | ---------------------------------------------------------------------------------------- | ---------------------------------------------------------------------------------------- | ---------------------------------------------------------------------------------------- | ---------------------------------------------------------------------------------------- |
| Datum                                                                                    | Disziplin                                                                                | Erster Platz                                                                             | Zweiter Platz                                                                            | Dritter Platz                                                                            |
| 2. Januar 2020                                                                           | Sprint Freistil                                                                          | Gus Schumacher                                                                           | Benjamin Saxton                                                                          | Bill Harmeyer                                                                            |
| 3. Januar 2020                                                                           | 15 km Freistil                                                                           | Kyle Bratrud                                                                             | Gus Schumacher                                                                           | Erik Bjornsen Ian Torchia                                                                |
| 5. Januar 2020                                                                           | 30 km klassisch Mst.                                                                     | Erik Bjornsen                                                                            | Kyle Bratrud                                                                             | Ian Torchia                                                                              |
| 7. Januar 2020                                                                           | Sprint klassisch                                                                         | Julien Locke                                                                             | Hunter Wonders                                                                           | Luke Jager                                                                               |

| 4. US Super Tour in Craftsbury, 24. bis 26. Januar 2020 | 4. US Super Tour in Craftsbury, 24. bis 26. Januar 2020 | 4. US Super Tour in Craftsbury, 24. bis 26. Januar 2020 | 4. US Super Tour in Craftsbury, 24. bis 26. Januar 2020 | 4. US Super Tour in Craftsbury, 24. bis 26. Januar 2020 |
| ------------------------------------------------------- | ------------------------------------------------------- | ------------------------------------------------------- | ------------------------------------------------------- | ------------------------------------------------------- |
| Datum                                                   | Disziplin                                               | Erster Platz                                            | Zweiter Platz                                           | Dritter Platz                                           |
| 24. Januar 2020                                         | Sprint klassisch                                        | Benjamin Saxton                                         | Julian Smith                                            | Forrest Mahlen                                          |
| 25. Januar 2020                                         | 10 km Freistil                                          | Benjamin Lustgarten                                     | Kyle Bratrud                                            | Zane Fields                                             |
| 26. Januar 2020                                         | 15 km klassisch Mst.                                    | Benjamin Lustgarten                                     | Kyle Bratrud                                            | Hunter Wonders                                          |

| 5. US Super Tour in Minneapolis, 16. und 17. Februar 2020 | 5. US Super Tour in Minneapolis, 16. und 17. Februar 2020 | 5. US Super Tour in Minneapolis, 16. und 17. Februar 2020 | 5. US Super Tour in Minneapolis, 16. und 17. Februar 2020 | 5. US Super Tour in Minneapolis, 16. und 17. Februar 2020 |
| --------------------------------------------------------- | --------------------------------------------------------- | --------------------------------------------------------- | --------------------------------------------------------- | --------------------------------------------------------- |
| Datum                                                     | Disziplin                                                 | Erster Platz                                              | Zweiter Platz                                             | Dritter Platz                                             |
| 16. Februar 2020                                          | Sprint Freistil                                           | Gus Schumacher                                            | Julian Smith                                              | Tyler Kornfield                                           |
| 17. Februar 2020                                          | 10 km klassisch                                           | Adam Martin                                               | Gus Schumacher                                            | Ian Torchia                                               |

| 6. US Super Tour und American Birkebeiner in Hayward, 19. und 22. Februar 2020 | 6. US Super Tour und American Birkebeiner in Hayward, 19. und 22. Februar 2020 | 6. US Super Tour und American Birkebeiner in Hayward, 19. und 22. Februar 2020 | 6. US Super Tour und American Birkebeiner in Hayward, 19. und 22. Februar 2020 | 6. US Super Tour und American Birkebeiner in Hayward, 19. und 22. Februar 2020 |
| ------------------------------------------------------------------------------ | ------------------------------------------------------------------------------ | ------------------------------------------------------------------------------ | ------------------------------------------------------------------------------ | ------------------------------------------------------------------------------ |
| Datum                                                                          | Disziplin                                                                      | Erster Platz                                                                   | Zweiter Platz                                                                  | Dritter Platz                                                                  |
| 19. Februar 2020                                                               | Sprint klassisch                                                               | Gus Schumacher                                                                 | Tyler Kornfield                                                                | Peter Holmes                                                                   |
| 22. Februar 2020                                                               | 50 km Freistil Mst.                                                            | Niklas Dyrhaug                                                                 | Ian Torchia                                                                    | Robin Duvillard                                                                |

| 7. US Super Tour und Kanadische Meisterschaften in Vernon, 26. März bis 2. April 2020 | 7. US Super Tour und Kanadische Meisterschaften in Vernon, 26. März bis 2. April 2020 | 7. US Super Tour und Kanadische Meisterschaften in Vernon, 26. März bis 2. April 2020 | 7. US Super Tour und Kanadische Meisterschaften in Vernon, 26. März bis 2. April 2020 | 7. US Super Tour und Kanadische Meisterschaften in Vernon, 26. März bis 2. April 2020 |
| ------------------------------------------------------------------------------------- | ------------------------------------------------------------------------------------- | ------------------------------------------------------------------------------------- | ------------------------------------------------------------------------------------- | ------------------------------------------------------------------------------------- |
| Datum                                                                                 | Disziplin                                                                             | Erster Platz                                                                          | Zweiter Platz                                                                         | Dritter Platz                                                                         |
| 26. März 2020                                                                         | 10 km Freistil                                                                        | Wettkämpfe aufgrund der COVID-19-Pandemie abgesagt.                                   | Wettkämpfe aufgrund der COVID-19-Pandemie abgesagt.                                   | Wettkämpfe aufgrund der COVID-19-Pandemie abgesagt.                                   |
| 27. März 2020                                                                         | 15 km klassisch                                                                       | Wettkämpfe aufgrund der COVID-19-Pandemie abgesagt.                                   | Wettkämpfe aufgrund der COVID-19-Pandemie abgesagt.                                   | Wettkämpfe aufgrund der COVID-19-Pandemie abgesagt.                                   |
| 29. März 2020                                                                         | Sprint klassisch                                                                      | Wettkämpfe aufgrund der COVID-19-Pandemie abgesagt.                                   | Wettkämpfe aufgrund der COVID-19-Pandemie abgesagt.                                   | Wettkämpfe aufgrund der COVID-19-Pandemie abgesagt.                                   |
| 2. April 2020                                                                         | 50 km Freistil                                                                        | Wettkämpfe aufgrund der COVID-19-Pandemie abgesagt.                                   | Wettkämpfe aufgrund der COVID-19-Pandemie abgesagt.                                   | Wettkämpfe aufgrund der COVID-19-Pandemie abgesagt.                                   |

### Gesamtwertung Männer
| Rang | Name                | Punkte |
| ---- | ------------------- | ------ |
| 01.  | Gus Schumacher      | 259    |
| 02.  | Benjamin Lustgarten | 230    |
| 03.  | Adam Martin         | 215    |
| 04.  | Ian Torchia         | 211    |
| 05.  | Tyler Kordfield     | 209    |
| 06.  | Kyle Bratrud        | 200    |
| 07.  | Peter Holmes        | 175    |
| 08.  | Erik Bjornsen       | 169    |
| 09.  | Benjamin Saxton     | 167    |
| 10.  | Hunter Wonders      | 146    |
| 011. | Julian Smith        | 138    |

| Rang | Name                 | Punkte |
| ---- | -------------------- | ------ |
| 012. | Thomas O Harra       | 119    |
| 013. | Forrest Mahlen       | 114    |
| 014. | Julien Locke         | 110    |
| 015. | Zak Ketterson        | 106    |
| 016. | Luke Jager           | 91     |
| 017. | Samuel Gary Hendry   | 90     |
| 018. | Andrew Newell        | 86     |
| 019. | Akeo Maifeld-Carucci | 76     |
| 020. | Philippe Boucher     | 72     |
| 020. | Kjetil Stuge Bånerud | 72     |
| 020. | Noel Keeffe          | 72     |

| Rang | Name                     | Punkte |
| ---- | ------------------------ | ------ |
| 023. | Ricardo Izquirdo-Bernier | 64     |
| 024. | Ben Ogden                | 57     |
| 025. | Jesse Cockney            | 54     |
| 026. | Jack Caryle              | 51     |
| 027. | Bob Thompson             | 50     |
| 028. | Braden Becker            | 49     |
| 029. | Bill Harmeyer            | 47     |
| 029. | John Steel Hagenbuch     | 47     |
| 029. | Zanden McMullen          | 47     |

## Frauen

### Resultate
| 1. US Super Tour in Canmore, 6. bis 8. Dezember 2019 | 1. US Super Tour in Canmore, 6. bis 8. Dezember 2019 | 1. US Super Tour in Canmore, 6. bis 8. Dezember 2019 | 1. US Super Tour in Canmore, 6. bis 8. Dezember 2019 | 1. US Super Tour in Canmore, 6. bis 8. Dezember 2019 |
| ---------------------------------------------------- | ---------------------------------------------------- | ---------------------------------------------------- | ---------------------------------------------------- | ---------------------------------------------------- |
| Datum                                                | Disziplin                                            | Erster Platz                                         | Zweiter Platz                                        | Dritter Platz                                        |
| 6. Dezember 2019                                     | Sprint Freistil                                      | Julia Richter                                        | Katherine Stewart-Jones                              | Katharine Ogden                                      |
| 7. Dezember 2019                                     | 5 km klassisch                                       | Katharine Ogden                                      | Katherine Stewart-Jones                              | Sydney Palmer-Leger                                  |
| 8. Dezember 2019                                     | 10 km Freistil                                       | Caitlin Gregg                                        | Katharine Ogden                                      | Katherine Stewart-Jones                              |

| 2. US Super Tour in Sun Valley, 14. und 15. Dezember 2019 | 2. US Super Tour in Sun Valley, 14. und 15. Dezember 2019 | 2. US Super Tour in Sun Valley, 14. und 15. Dezember 2019 | 2. US Super Tour in Sun Valley, 14. und 15. Dezember 2019 | 2. US Super Tour in Sun Valley, 14. und 15. Dezember 2019 |
| --------------------------------------------------------- | --------------------------------------------------------- | --------------------------------------------------------- | --------------------------------------------------------- | --------------------------------------------------------- |
| Datum                                                     | Disziplin                                                 | Erster Platz                                              | Zweiter Platz                                             | Dritter Platz                                             |
| 14. Dezember 2019                                         | Sprint klassisch                                          | Katharine Ogden                                           | Sydney Palmer-Leger                                       | Kaitlynn Miller                                           |
| 15. Dezember 2019                                         | 10 km Freistil                                            | Riitta-Liisa Roponen                                      | Katharine Ogden                                           | Sydney Palmer-Leger                                       |

| 3. US Super Tour und US-amerikanische Meisterschaften in Houghton, 2. bis 7. Januar 2020 | 3. US Super Tour und US-amerikanische Meisterschaften in Houghton, 2. bis 7. Januar 2020 | 3. US Super Tour und US-amerikanische Meisterschaften in Houghton, 2. bis 7. Januar 2020 | 3. US Super Tour und US-amerikanische Meisterschaften in Houghton, 2. bis 7. Januar 2020 | 3. US Super Tour und US-amerikanische Meisterschaften in Houghton, 2. bis 7. Januar 2020 |
| ---------------------------------------------------------------------------------------- | ---------------------------------------------------------------------------------------- | ---------------------------------------------------------------------------------------- | ---------------------------------------------------------------------------------------- | ---------------------------------------------------------------------------------------- |
| Datum                                                                                    | Disziplin                                                                                | Erster Platz                                                                             | Zweiter Platz                                                                            | Dritter Platz                                                                            |
| 2. Januar 2020                                                                           | Sprint Freistil                                                                          | Hailey Swirbul                                                                           | Alayna Sonnesyn                                                                          | Caitlin Patterson                                                                        |
| 3. Januar 2020                                                                           | 10 km Freistil                                                                           | Riitta-Liisa Roponen                                                                     | Caitlin Patterson                                                                        | Alayna Sonnesyn                                                                          |
| 5. Januar 2020                                                                           | 20 km klassisch Mst.                                                                     | Hailey Swirbul                                                                           | Caitlin Patterson                                                                        | Riitta-Liisa Roponen                                                                     |
| 7. Januar 2020                                                                           | Sprint klassisch                                                                         | Hailey Swirbul                                                                           | Caitlin Patterson                                                                        | Alayna Sonnesyn                                                                          |

| 4. US Super Tour in Craftsbury, 24. bis 26. Januar 2020 | 4. US Super Tour in Craftsbury, 24. bis 26. Januar 2020 | 4. US Super Tour in Craftsbury, 24. bis 26. Januar 2020 | 4. US Super Tour in Craftsbury, 24. bis 26. Januar 2020 | 4. US Super Tour in Craftsbury, 24. bis 26. Januar 2020 |
| ------------------------------------------------------- | ------------------------------------------------------- | ------------------------------------------------------- | ------------------------------------------------------- | ------------------------------------------------------- |
| Datum                                                   | Disziplin                                               | Erster Platz                                            | Zweiter Platz                                           | Dritter Platz                                           |
| 24. Januar 2020                                         | Sprint klassisch                                        | Ida Sargent                                             | Kaitlynn Miller                                         | Katharine Ogden                                         |
| 25. Januar 2020                                         | 5 km Freistil                                           | Caitlin Gregg                                           | Erika Flowers                                           | Sophia Laukli                                           |
| 26. Januar 2020                                         | 10 km klassisch Mst.                                    | Katharine Ogden                                         | Kaitlynn Miller                                         | Andree-Anne Theberge                                    |

| 5. US Super Tour in Minneapolis, 16. und 17. Februar 2020 | 5. US Super Tour in Minneapolis, 16. und 17. Februar 2020 | 5. US Super Tour in Minneapolis, 16. und 17. Februar 2020 | 5. US Super Tour in Minneapolis, 16. und 17. Februar 2020 | 5. US Super Tour in Minneapolis, 16. und 17. Februar 2020 |
| --------------------------------------------------------- | --------------------------------------------------------- | --------------------------------------------------------- | --------------------------------------------------------- | --------------------------------------------------------- |
| Datum                                                     | Disziplin                                                 | Erster Platz                                              | Zweiter Platz                                             | Dritter Platz                                             |
| 16. Februar 2020                                          | Sprint Freistil                                           | Rebecca Rorabaugh                                         | Erika Flowers                                             | Anna Pryce                                                |
| 17. Februar 2020                                          | 5 km klassisch                                            | Kaitlynn Miller                                           | Rebecca Rorabaugh                                         | Elizabeth Guiney                                          |

| 6. US Super Tour und American Birkebeiner in Hayward, 19. und 22. Februar 2020 | 6. US Super Tour und American Birkebeiner in Hayward, 19. und 22. Februar 2020 | 6. US Super Tour und American Birkebeiner in Hayward, 19. und 22. Februar 2020 | 6. US Super Tour und American Birkebeiner in Hayward, 19. und 22. Februar 2020 | 6. US Super Tour und American Birkebeiner in Hayward, 19. und 22. Februar 2020 |
| ------------------------------------------------------------------------------ | ------------------------------------------------------------------------------ | ------------------------------------------------------------------------------ | ------------------------------------------------------------------------------ | ------------------------------------------------------------------------------ |
| Datum                                                                          | Disziplin                                                                      | Erster Platz                                                                   | Zweiter Platz                                                                  | Dritter Platz                                                                  |
| 19. Februar 2020                                                               | Sprint klassisch                                                               | Nichole Bathe                                                                  | Kaitlynn Miller                                                                | Rebecca Rorabaugh                                                              |
| 22. Februar 2020                                                               | 50 km Freistil Mst.                                                            | Jessica Yeaton                                                                 | Riitta-Liisa Roponen                                                           | Erika Flowers                                                                  |

| 7. US Super Tour und Kanadische Meisterschaften in Vernon, 26. März bis 2. April 2020 | 7. US Super Tour und Kanadische Meisterschaften in Vernon, 26. März bis 2. April 2020 | 7. US Super Tour und Kanadische Meisterschaften in Vernon, 26. März bis 2. April 2020 | 7. US Super Tour und Kanadische Meisterschaften in Vernon, 26. März bis 2. April 2020 | 7. US Super Tour und Kanadische Meisterschaften in Vernon, 26. März bis 2. April 2020 |
| ------------------------------------------------------------------------------------- | ------------------------------------------------------------------------------------- | ------------------------------------------------------------------------------------- | ------------------------------------------------------------------------------------- | ------------------------------------------------------------------------------------- |
| Datum                                                                                 | Disziplin                                                                             | Erster Platz                                                                          | Zweiter Platz                                                                         | Dritter Platz                                                                         |
| 26. März 2020                                                                         | 5 km Freistil                                                                         | Wettkämpfe aufgrund der COVID-19-Pandemie abgesagt.                                   | Wettkämpfe aufgrund der COVID-19-Pandemie abgesagt.                                   | Wettkämpfe aufgrund der COVID-19-Pandemie abgesagt.                                   |
| 27. März 2020                                                                         | 10 km klassisch                                                                       | Wettkämpfe aufgrund der COVID-19-Pandemie abgesagt.                                   | Wettkämpfe aufgrund der COVID-19-Pandemie abgesagt.                                   | Wettkämpfe aufgrund der COVID-19-Pandemie abgesagt.                                   |
| 29. März 2020                                                                         | Sprint klassisch                                                                      | Wettkämpfe aufgrund der COVID-19-Pandemie abgesagt.                                   | Wettkämpfe aufgrund der COVID-19-Pandemie abgesagt.                                   | Wettkämpfe aufgrund der COVID-19-Pandemie abgesagt.                                   |
| 2. April 2020                                                                         | 30 km Freistil                                                                        | Wettkämpfe aufgrund der COVID-19-Pandemie abgesagt.                                   | Wettkämpfe aufgrund der COVID-19-Pandemie abgesagt.                                   | Wettkämpfe aufgrund der COVID-19-Pandemie abgesagt.                                   |

### Gesamtwertung Frauen
| Rang | Name                 | Punkte |
| ---- | -------------------- | ------ |
| 01   | Kaitlynn Miller      | 297    |
| 02   | Erika Flowers        | 269    |
| 03   | Alayna Sonnesyn      | 228    |
| 04   | Hailey Swirbul       | 216    |
| 05   | Katharine Ogden      | 200    |
| 06   | Caitlin Patterson    | 192    |
| 07   | Rebecca Rorabaugh    | 189    |
| 08   | Elizabeth Guiney     | 178    |
| 09   | Caitlin Gregg        | 171    |
| 10   | Riitta-Liisa Roponen | 157    |

| Rang | Name                | Punkte |
| ---- | ------------------- | ------ |
| 011. | Rosie Frankowski    | 139    |
| 012. | Evelina Sutro       | 111    |
| 013. | Katie Feldman       | 109    |
| 014. | Sydney Palmer-Leger | 96     |
| 015. | Guro Jordheim       | 95     |
| 016. | Cendrine Browne     | 94     |
| 017. | Hannah Cole         | 86     |
| 018. | Laura Leclair       | 78     |
| 018. | Matilda Jönsson     | 78     |
| 020. | Anna Pryce          | 72     |

| Rang | Name                    | Punkte |
| ---- | ----------------------- | ------ |
| 021. | Katherine Stewart-Jones | 71     |
| 022. | Annika Landis           | 70     |
| 023. | Ida Sargent             | 69     |
| 024. | Emma Tarbeth            | 65     |
| 025. | Sadie White             | 64     |
| 026. | Alexandra Lawson        | 62     |
| 027. | Felicia Gesior          | 61     |
| 028. | Julia Richter           | 56     |
| 028. | Mariel Merlii Pulles    | 56     |
| 030. | Amanda Kautzer          | 46     |